# 4557 Mika
4557 Mika este un asteroid din centura principală, descoperit pe 14 decembrie 1987 de Masayuki Yanai și Kazuo Watanabe.